# Johann Christoph Kröger

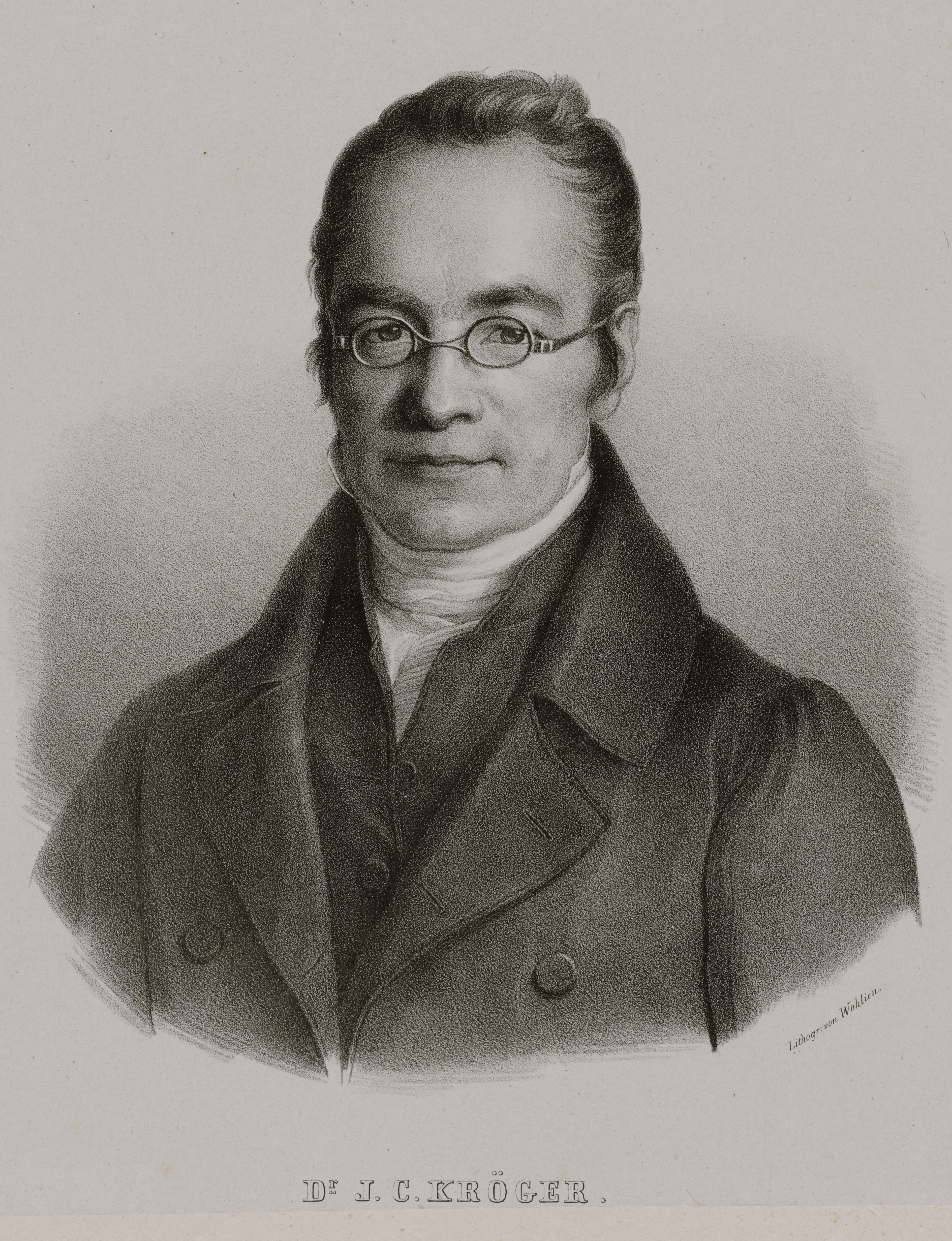
Lithographie von Christoph Wilhelm Wohlien

Johann Christoph Kröger (* 4. Februar 1792 Hamburg; † 24. Juni 1874 ebenda) war Pädagoge und evangelischer Theologe. 

## Leben
Da  sein Vater ihm kein Studium finanzieren konnte, bildete er sich zunächst auf privatem Wege weiter, so dass er zunächst Lehrer am städtischen Waisenhaus werden konnte, wobei er zeitgleich seine Ausbildung fortsetzte, indem er Vorlesungen am Johanneum, einem theologisch ausgerichteten Gymnasium, besuchte. Im Jahre 1815 konnte er nun schließlich das angestrebte Studium der Theologie und Philosophie in Heidelberg aufnehmen, seine Studien wurden dabei wesentlich von Carl Daub geprägt, dessen Einfluss auch zu Krögers 1834 erschienener Veröffentlichung „Des Herrn Geheimen Kirchenraths und Professors, Dr. C. Daub Darstellung und Beurtheilung der Hypothesen in Betreff der Willensfreiheit.“ führte.
Ab 1820 wirkte Kröger als Prediger an einem Waisenhaus in Hamburg, in den folgenden Jahren entfaltete er als Reformpädagoge, Schriftsteller und Lehrer einige Wirksamkeit, so bemühte er sich erfolgreich um die Einführung von Warteschulen für arme Kinder unter 2 Jahren. Dass sein Bemühen auch überregional anerkannt wurde, zeigt sich darin, dass er 1825 die Auszeichnung Dr. phil. der Heidelberger Universität erhielt. Auf seinen zahlreichen Reisen schloss er zudem viele Bekanntschaften u. a. mit Pädagogen wie Johann Heinrich Pestalozzi und Johann Peter Hebel, aber auch mit dem französischen Philosophen Victor Cousin, von dessen Werken er in den folgenden Jahren einige ins Deutsche übersetzte.
Durch die große Brandkatastrophe im Jahre 1842 änderten sich in Hamburg die gesellschaftlichen und politischen Gegebenheiten, so dass Kröger sein Amt verließ und die Leitung einer Höheren Mädchenschule, deren Vorsteherin seine zweite Ehefrau war, für zwei Jahrzehnte übernahm.

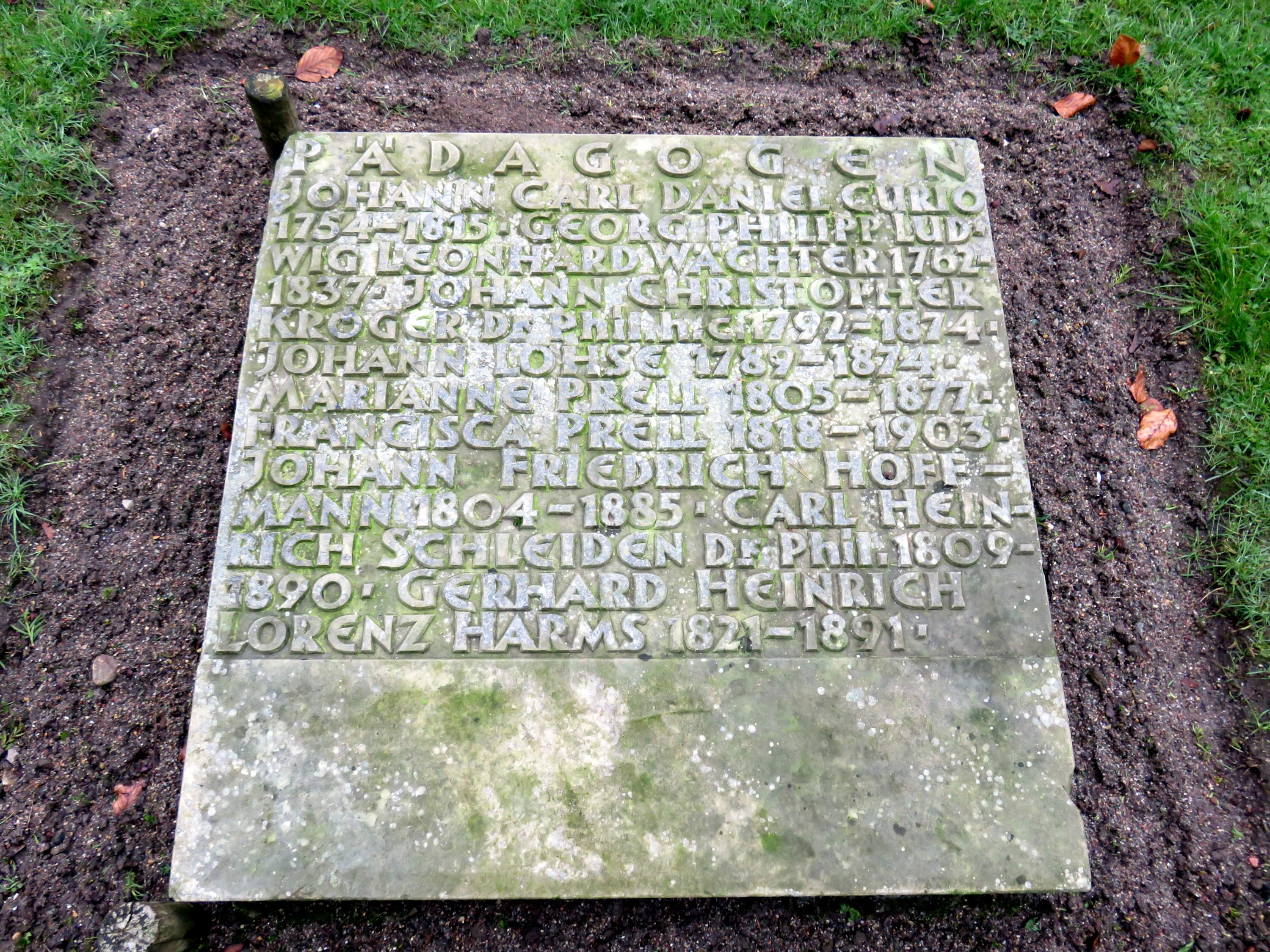
Grabmaltafel Althamburgischer Gedächtnisfriedhof Ohlsdorf

Erst im Jahre 1862 verließ er seine Stellung in der Mädchenschule, um eine Privatschule für Knaben und Mädchen in Reinbek im Herzogtum Lauenburg vor den Toren Hamburgs zu gründen. Er versuchte dort seine modernen Erziehungsideen umzusetzen, welche er auch in zahlreichen Schriften niederlegte. Die zu dieser Zeit sehr reformistische Schrift „Die Waisenfrage“ veröffentlichte er bereits 1848. Einige Werke theologischer und volksgeschichtlicher Prägung folgten, ehe er an den Folgen eines Sturzes am 24. Juni 1874 in Hamburg verstarb.

## Ehrung
In Hamburg befindet sich im Bereich des Ohlsdorfer Althamburgischen Gedächtnisfriedhofs ein Sammelgrabmal (“Pädagogen”) zu Ehren von Johann Christopher Kröger und anderen.

## Werke
- Deutschlands Ehren-Tempel. Eine geordnete und mit Anmerkungen begleitete Auswahl der vorzüglichsten ältern und neuern Gedichte, welche das deutsche Land und das deutsche Volk verherrlichen., Johann Friedrich Hammerich, Altona 1833 (Digitalisat)
- Darstellung und Beurtheilung der Hypothesen in Betreff der Willensfreiheit, Johann Friedrich Hammerich, Altona 1834 (Digitalisat)
- Reise durch Sachsen nach Böhmen und Oesterreich mit besonderer Beziehung auf das niedere und höhere Unterrichtswesen, Johann Friedrich Hammerich, Altona 1840 (Digitalisat)
- Abriss einer vergleichenden Darstellung der Indisch- Persisch- und Chinesischen Religionssysteme, Georg Reichardt, Eisleben 1842 (Digitalisat)
- Die Waisenfrage, oder die Erziehung verwaister und verlassener Kinder in Waisenhäusern und Privatpflege., Johann Friedrich Hammerich, Altona 1852 (Digitalisat)
- Bilder und Scenen aus der Natur und dem Menschenleben für die reifere Jugend, Robert Kittler, Hamburg 1854
- Norddeutsche Freiheits- und Heldenkämpfe,
  - Erster Theil, Friedrich Brandstetter, Leipzig 1854 (Digitalisat)
  - Zweiter Theil, Friedrich Brandstetter, Leipzig 1855
  - Dritter Theil, Friedrich Brandstetter, Leipzig 1856 (Digitalisat)
- Das Unhaltbare und Gefährliche der materialistischen Naturanschauung, Robert Kittler, Hamburg 1861 (Digitalisat)